# Liste der Kulturdenkmäler in Martinshöhe
In der Liste der Kulturdenkmäler in Martinshöhe sind alle Kulturdenkmäler der rheinland-pfälzischen Ortsgemeinde Martinshöhe aufgeführt. Grundlage ist die Denkmalliste des Landes Rheinland-Pfalz (Stand: 21. Juli 2023).

## Einzeldenkmäler
| Bezeichnung                        | Lage                                | Baujahr                                                  | Beschreibung | Bild                           |
| ---------------------------------- | ----------------------------------- | -------------------------------------------------------- | --- | ------------------------------ |
| Hofanlage                          | Felsenbrunnerstraße 46 Lage         | 1865                                                     | dreiflügelige Hofanlage; spätklassizistisches Wohnhaus, bezeichnet 1865, Scheune 1887, weitere Scheune und langgestreckter Stalltrakt             | BW                             |
| Römerstein                         | Zweibrücker Straße Lage             | um 2000 v. Chr.                                          | Menhir, jungsteinzeitlich, um 2000 v. Chr. | Fotos hochladen                |
| Kriegerdenkmal                     | Zweibrücker Straße Lage             | um 1930                                                  | Kriegerdenkmal 1914/18, Kubus inmitten einer exedraartigen Umfassungsmauer, um 1930                                                               | Fotos hochladen                |
| Wegekreuz                          | Zweibrücker Straße, bei Nr. 42 Lage | um 1900                                                  | Wegekreuz, Sandstein, um 1900 | BW                             |
| Katholische Pfarrkirche St. Martin | Zweibrücker Straße 61 Lage          | 1901–07                                                  | Saalbau, neuspätromanisch-frühgotisch, 1901–07, Architekt G. Ziegler, Karlsruhe; raumbildende Situation mit gleichzeitigem katholischen Pfarrhaus | weitere Bilder Fotos hochladen |
| Katholisches Pfarrhaus             | Zweibrücker Straße 63 Lage          | 1901                                                     | historisierender Putzbau, 1901 | Fotos hochladen                |
| Wohnhaus                           | Zweibrücker Straße 64 Lage          | 1886                                                     | ehemaliger Dreiseithof; spätklassizistisches Wohnhaus, bezeichnet 1886; Nebengebäude (Krüppelwalmdach-Scheune, Pumpbrunnen) abgebrochen           | BW                             |
| Hofanlage                          | Zweibrücker Straße 89 Lage          | letztes Viertel des 19. oder Anfang des 20. Jahrhunderts | Hofanlage, letztes Viertel des 19. oder Anfang des 20. Jahrhunderts; spätklassizistisches Wohnhaus unter Walmdach; bauliche Gesamtanlage          | BW                             |
| Hofanlage                          | Zweibrücker Straße 111 Lage         | 1822                                                     | Vierseithof; spätklassizistisches Wohnhaus, bezeichnet 1822                                                                                       | BW                             |